# Gankyil
Il Gankyil, la Ruota della Gioia, (tibetano: dga' 'khyil; sanscrito: anandacakra; cinese: 三太極 sāntàijí; coreano: samtaegeuk) è un simbolo nel buddismo tibetano, particolarmente usato nella tradizione Nyingmapa e negli insegnamenti Dzogchen.

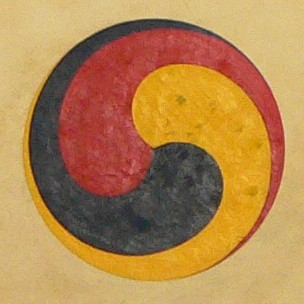
Gankyil

Il significato della rappresentazione è fluido e può variare in base ai vari insegnamenti: nello Dzogchen rappresenta la Grande Perfezione in cui si uniscono la Base, il Percorso e il Frutto.

Tra i vari significati può indicare la vittoria sui tre veleni, i Tre Corpi di Buddha o i Tre gioielli.
Spesso viene utilizzato per rappresentare il simbolo del "Gioiello che esaudisce i desideri", uno dei sette attributi del cakravartin o viene posto al centro del simbolo della ruota del Dharma, Dharmacakra.